# Le Sorcier du Rio Grande
Pour plus de détails, voir Fiche technique et Distribution.
Le Sorcier du Rio Grande (Arrowhead) est un film américain de Charles Marquis Warren, sorti en 1953.

## Synopsis
Une prophétie, qui hante la tribu des Chiricahuas, prédit qu'un homme, venu de l'Est, de race apache, prendra la tête de la révolte contre les colons. À l'heure où Toriano, le fils du chef Chattez, revient de ses études dans le pays des Blancs, il décide de jouer sur cette croyance et devient l'"Invincible". Ed Bannon, un blanc élevé parmi les indiens, et qui les hait, cherche à cerner la personnalité de Toriano. Mais l'armée américaine, décidée à faire la paix avec les Apaches, lui refuse son concours...

## Fiche technique
- Titre original : Arrowhead
- Titre : Le Sorcier du Rio Grande
- Réalisation : Charles Marquis Warren
- Scénario : Charles Marquis Warren, d'après le roman de W. R. Burnett (Adobe Walls)
- Direction artistique : Hal Pereira, Alf Roefols
- Décors : Sam Comer, Bertram C. Granger
- Costumes : Edith Head
- Photographie : Ray Rennahan
- Montage : Frank Bracht
- Musique :  Paul Sawtell
- Durée : 105 minutes
- Dates de sortie : 
  - États-Unis : 3 août 1953
  - France : 8 janvier 1964
- Production : Paramount Pictures
- Affiche : Roger Soubie (France)

## Distribution
- Charlton Heston (V.F : Raymond Loyer) : Ed Bannon
- Jack Palance (V.F : Georges Aminel) : Toriano
- Katy Jurado (V.F : Paula Dehelly) : Nita
- Brian Keith (V.F : Jean Violette) : Capitaine Bill North
- Mary Sinclair (V.F :Martine Sarcey) : Lisa/Lela Wilson
- Milburn Stone (V.F :Lucien Raimbourg) : Sandy MacKinnon
- Richard Shannon: Lieutenant Kirk
- Lewis Martin  (V.F :Pierre Collet) : Colonel Weybright
- Frank DeKova  (V.F :Jacques Berlioz) : Chattez
- Robert J. Wilke (V.F :Jacques Deschamps)  : Sergent Stone
- Peter Coe : L'Espagnol
- James Anderson : Jerry August
- Pat Hogan  (V.F :Serge Sauvion) : Jim l'aiglon
- Paul Marion  (V.F : Serge Lhorca) : Kuni L’indien
- John Pickard  (V.F : Jean-Pierre Duclos) :Johnny Gunther
- Holly Bane (V.F : Henry Djanik) :Caporal

## Autour du film
- Le film fut tourné à Brackettville, au Texas
- Un épisode de la vie d'Al Sieber (1843-1907) est à l'origine du roman de  W. R. Burnett (1899-1982), Terreur apache (Adobe Walls, 1953), librement adapté par Charles Marquis Warren (1912-1990) sous le titre de Le Sorcier du Rio Grande (1953) et par Robert Aldrich (1918-1983) sous le titre de Fureur apache (1972).

### Revue de presse
- Claude Miller, « Le Sorcier du Rio Grande », Téléciné no 115, Fédération des Loisirs et Culture Cinématographique (FLECC), Paris, février-avril 1964,  (ISSN 0049-3287).